# Lasiodora dulcicola
Lasiodora dulcicola là một loài nhện trong họ Theraphosidae.
Loài này thuộc chi Lasiodora. Lasiodora dulcicola được Cândido Firmino de Mello-Leitão miêu tả năm 1921.